# Luis Franco Vera
Luis Franco Vera (Madrid, 8 de gener de 1942) és un químic espanyol, acadèmic de la Reial Acadèmia de Ciències Exactes, Físiques i Naturals.

## Biografia
El 1971 es va doctorar en Ciències Químiques per la Universitat Complutense de Madrid, en la que fou professor adjunt (1973-1975) i agregat (1975-1981) de bioquímica. El 1981 esdevingué catedràtic de bioquímica i biologia molecular de la Universitat de València. Ha estat en ella Vicedegà de la Facultat de Biologia i Director del departament de la seva especialitat, així com Director de l'Institut de Química de la Institució Valenciana d'Estudis i Investigació (IVEI).
Després d'una estada postdoctoral al Chester-Beatty Research Institute de Londres el 1971 es va especialitzar en l'estructura i funció de la cromatina, tema sobre el qual ha desenvolupat com a investigador principal onze projectes de recerca competitius. Ha publicat llibres i monografies i prop d'un centenar d'articles de recerca i dirigit 14 tesis doctorals. Ha presentat 7 ponències per invitació en congressos internacionals i 4 en nacionals, així com nombroses comunicacions en reunions d'un i un altre tipus i pronunciat diverses conferències, sent un reconegut especialista en regulació de l'expressió gènica per histones.
Ha escrit sobre temes de bioètica i pertany al comitè científic de l'Associació Espanyola de Bioètica. És membre de la Reial Societat Espanyola de Química, de la Societat Espanyola de Bioquímica i Biologia Molecular, de la Societat Valenciana de Bioètica, i acadèmic de nombre de la Reial Acadèmia de Medicina de la Comunitat Valenciana. En 2002 fou nomenat acadèmic de la Reial Acadèmia de Ciències Exactes, Físiques i Naturals, en va prendre possessió l'any següent amb el discurs El rostro humano de la Ciencia. Reflexiones en torno a la regulación biológica. De 2010 a 2014 en fou president de la Secció de Naturals.

## Obres
- Estudiar bioquímica, Universitat de València, 1990. ISBN 84-370-0681-3